# Ginástica artística nos Jogos Europeus de 2015 - Argolas
A competição das argolas foi um dos eventos da ginástica artística nos Jogos Europeus de 2015, em Baku, no Azerbaijão. Foi disputada na Arena Nacional de Ginástica entre os dias 14 e 20 de junho.

## Calendário
Horário de verão do Azerbaijão (UTC+5).
| Data        | Horário | Fase         |
| ----------- | ------- | ------------ |
| 14 de junho |         | Qualificação |
| 20 de junho | 17:24   | Final        |

## Medalhistas
| Ouro   | GRE Eleftherios Petrounias |
| Prata  | RUS Nikita Ignatyev        |
| Bronze | TUR İbrahim Çolak          |

## Resultado

### Qualificação
O resultado da qualificação foi o seguinte. 
| Posição | Ginasta                    | Dif.  | Exe.  | Pen. | Total  | Qual.  |   |
| ------- | -------------------------- | ----- | ----- | ---- | ------ | ------ | - |
| 1       | GRE Eleftherios Petrounias | 6.800 | 8.933 |      | 15.733 | Qual.  | Q |
| 2       | UKR Ihor Radivilov         | 6.700 | 8.866 |      | 15.566 | Q      |   |
| 3       | UKR Oleg Verniaiev         | 6.600 | 8.600 |      | 15.200 |        |   |
| 4       | RUS Nikita Ignatyev        | 6.600 | 8.400 |      | 15.000 | Q      |   |
| 5       | TUR İbrahim Çolak          | 6.600 | 8.233 |      | 14.833 | Q      |   |
| 6       | AZE Oleg Stepko            | 6.200 | 8.500 |      | 14.700 | Q      |   |
| 7       | GER Fabian Hambüchen       | 5.900 | 8.733 |      | 14.633 | Q, RET |   |
| 8       | FRA Guillaume Augugliaro   | 6.000 | 8.600 |      | 14.600 | R1     |   |
| 9       | RUS Nikolai Kuksenkov      | 6.300 | 8.233 |      | 14.533 |        |   |
| 10      | LTU Rokas Guščinas         | 5.600 | 8.700 |      | 14.300 | R2     |   |
| 11      | BLR Dzmitry Barkalau       | 6.100 | 8.066 |      | 14.166 | R3     |   |

### Final
O resultado final foi o seguinte.
| Posição           | Ginasta                    | Dif.  | Exe.  | Pen. | Total  |
| ----------------- | -------------------------- | ----- | ----- | ---- | ------ |
| Medalha de ouro   | GRE Eleftherios Petrounias | 6.800 | 8.833 |      | 15.633 |
| Medalha de prata  | RUS Nikita Ignatyev        | 6.600 | 8.733 |      | 15.333 |
| Medalha de bronze | TUR İbrahim Çolak          | 6.500 | 8.633 |      | 15.133 |
| 4                 | AZE Oleg Stepko            | 6.200 | 8.266 |      | 14.466 |
| 5                 | FRA Guillaume Augugliaro   | 6.000 | 8.033 |      | 14.033 |
| 6                 | UKR Ihor Radivilov         | 6.600 | 7.266 |      | 13.866 |